# Amata pfluemeroides
Amata pfluemeroides là một loài bướm đêm thuộc phân họ Arctiinae, họ Erebidae.